# Zeg 'ns meisje
Zeg 'ns meisje is een Nederlandstalige single van de Belgische artiest Paul Severs uit 1991.
De B-kant van de single was het liedje Toutes les Filles.
Het nummer verscheen op het album Uit Sympathie uit 1991.

## Meewerkende artiesten
- Producer:
  - Eddy Govert
  - Fred Limpens
  - Johnny Hoes
- Muzikanten:
  - Hans Vrolijks (gitaar)
  - Martin De Haeck (dirigent)
  - Paul Severs (zang)